# Nurbakyt Tengyzbajew
Nurbakyt Mołdachmetuły Tengyzbajew (kaz. Нұрбақыт Молдахметұлы Теңізбаев; ur. 10 kwietnia 1983) – kazachski zapaśnik w stylu klasycznym. Dwukrotny olimpijczyk. Srebrny medalista Igrzysk w Pekinie 2008 w kategorii 60 kg, siedemnasty w Atenach 2004 w wadze 55 kg.
Trzykrotny uczestnik Mistrzostw Świata, brązowy medal w 2009 roku. Piąty na Igrzyskach Azjatyckich w 2006 i dziewiąty w 2010. Złoty medal na Mistrzostwach Azji w 2006, srebrny w 2004 i brązowy w 2005. Drugi w Pucharze Świata w 2005; trzeci w 2009 roku.